# والتر کارترایت

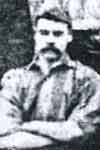
والتر کارترایت

والتر کارترایت (انگلیسی: Walter Cartwright) (زاده ۱۸۷۱) بازیکن فوتبال اهل انگلستان بود.